# Tilly Metz

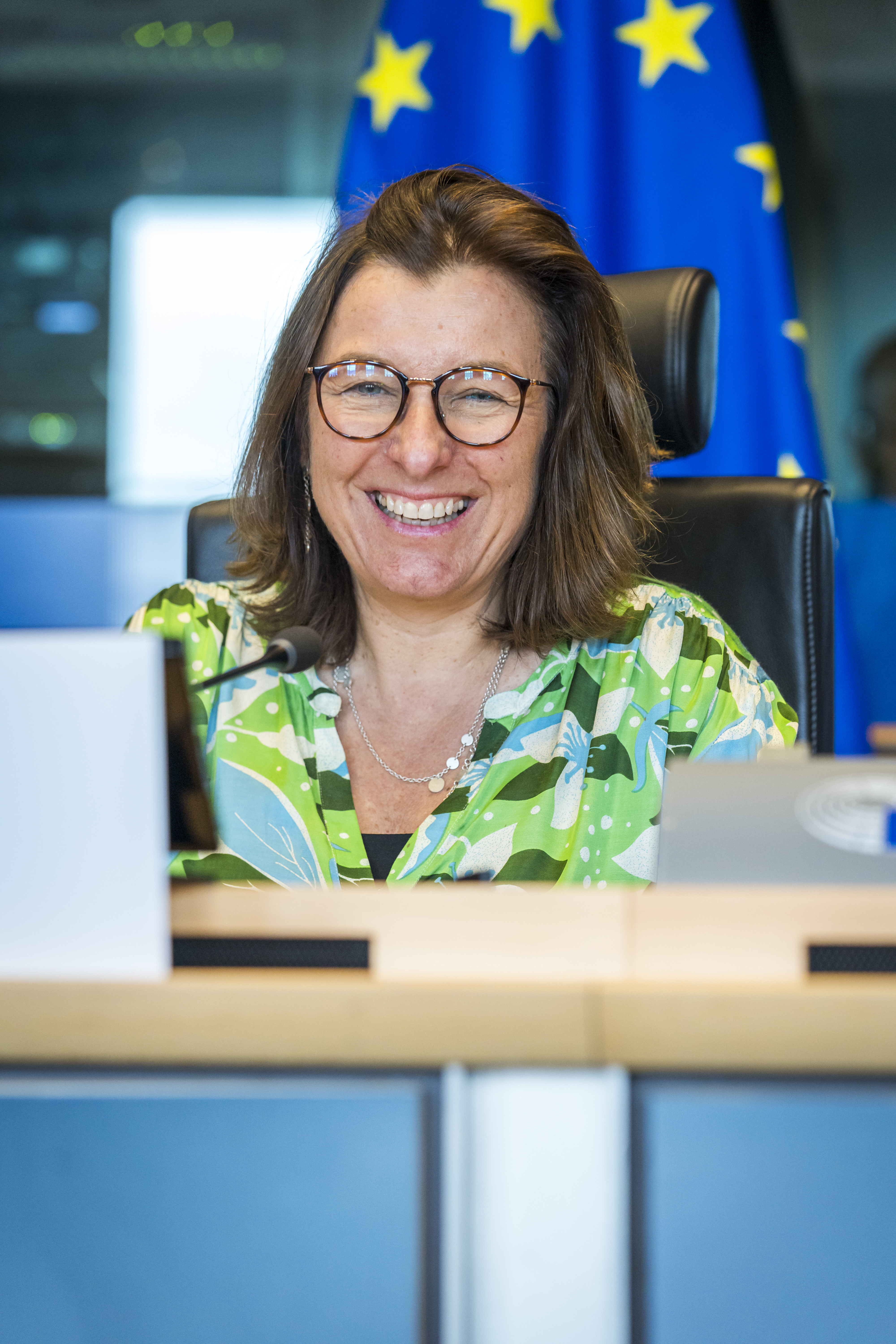
Tilly Metz (2024)

Tilly Metz (geboren am 26. Mai 1967 in Luxemburg-Stadt) ist eine luxemburgische Politikerin und Mitglied der Grünen Partei (déi Gréng). Nach ihrer Lehrtätigkeit in den Geistes- und Sozialwissenschaften war sie stellvertretende Direktorin des Lycée Technique pour Professions Educatives et Sociales (LTPES) in Mersch. Sie war Bürgermeisterin der Gemeinde Weiler-la-Tour (Luxemburg) und ist seit Juni 2018 Mitglied des Europäischen Parlaments in der Fraktion der Grünen/EFA. Sie ist besonders für ihre Haltung zum Tierschutz, zu Gesundheitsthemen und zu Menschenrechtsfragen bekannt.

## Privatleben
Tilly Metz war von 2001 bis 2007 mit Henry Welschbillig verheiratet und von 2017 bis 2024 mit Barbara Agostino. Metz hat eine Tochter, Lisa-Marie, geboren 1996, mit Frank Steffen.

## Politische Karriere
Während ihres Psychologie und Pädagogik Studiums engagierte sich Tilly Metz innerhalb der Sozialistischen Partei Luxemburgs im Michel-Welter-Kreis, der sich vor allem mit Gesundheits-, Bildungs- und Behindertenfragen befasst. Im Jahr 2001 trat sie der Partei Déi Gréng bei und war von 2004 bis 2009 deren Sprecherin.
Im Jahr 2005 wurde Tilly Metz zur Bürgermeisterin der Gemeinde Weiler-la-Tour (Luxemburg) gewählt und blieb es bis zum Jahre 2011. Sie war die erste weibliche Bürgermeisterin der Gemeinde und das erste gewählte Mitglied von Déi Gréng. Im Oktober 2017 wurde sie in den Gemeinderat der Stadt Luxemburg gewählt.
Im Jahr 2018 trat sie die Nachfolge von Claude Turmes im Europäischen Parlament an, der sein Mandat aufgeben musste, um Camille Gira zu ersetzen, der am 16. Mai 2018 verstarb. Sie wurde Mitglied des Europäischen Parlaments für die Fraktion der Grünen/EFA.
Im Jahr 2024 übernahm Tilly Metz die Rolle als erste Vizepräsidentin des Unterausschusses für öffentliche Gesundheit (SANT). Sie ist außerdem ein ständiges Mitglied im Ausschuss für Umwelt, Klima und Lebensmittelsicherheit (ENVI), und in der Delegation für die Beziehungen zu Südafrika (DZA). Sie ist stellvertretendes Mitglied im Ausschuss für Landwirtschaft und nachhaltige Entwicklung (AGRI) und im Ausschuss für Verkehr und Tourismus (TRAN).
Von 2019 bis Juni 2024, war Metz Vorsitzende der Delegation für die Beziehungen zu den mittelamerikanischen Ländern (DCAM) im Europäischen Parlament.
Tilly Metz war zwölf Monate lang Vorsitzende des im Juni 2020 eingerichteten ANIT-Sonderausschusses, der für die Prüfung von Verstößen bei der Anwendung des Unionsrechts zum Schutz von Tieren bei Transporten und damit zusammenhängenden Vorgängen innerhalb und außerhalb der Union zuständig war.
Tilly Metz ist seit 2019 Mitglied der überparteilichen Europa-Union Luxemburg und damit auch Teil der Europa-Union Deutschland und der Europäischen Bewegung.

## Interessensvertretung

### Umwelt
Tilly Metz hat an der Ausarbeitung des Berichtes „From Farm to Fork“ mitgewirkt, in dem sie die immer intensivere, auf den Export ausgerichtete Agrarpolitik anprangert, deren Folgen für die Umwelt schädlich sind. Die Gesetzgebung zur Reduzierung des Pestizideinsatzes ist gegen die mächtigen Lobbys der Agrarindustrie gerichtet.
Als Mitglied des Ausschusses für Verkehr und Tourismus setzt sich Metz mit der Stimme der Grünen/EFA für einen nachhaltigen Tourismus ein. Sie hat sich an der Gesetzgebung zur Einrichtung des Klima-Sozialfonds beteiligt, um den Anstieg der Energiepreise auszugleichen, der die wirtschaftlich und sozial am stärksten benachteiligten Haushalte mit Einführung des EU-Emissionshandelssystems für Gebäude und Verkehr belastet (→ Fit for 55).

### Gesundheit
Tilly Metz engagiert sich sehr für seltene Krankheiten und Behinderungen. 11 Jahre lang war sie Präsidentin des Vereins „Multiple Sklerose Lëtzebuerg“, der sich zum Ziel gesetzt hat, das tägliche Leben von Menschen mit Multipler Sklerose und ihre Integration in die Gesellschaft zu verbessern und zu erleichtern. Sie betont, wie wichtig der Zugang zu einer schnellen Diagnose und die Unterstützung der Patienten und ihrer Familien während der Behandlung ist.
Im Europäischen Parlament und insbesondere im ENVI-Ausschuss setzt sich Tilly Metz aktiv für Gesundheitsfragen ein. Sie war mehrfach Schattenberichterstatterin für die Fraktion der Grünen/EFA, unter anderem bei der Abstimmung über den Bericht über eine pharmazeutische Strategie und den Vorschlag für eine Verordnung des Europäischen Parlaments und des Rates zur Stärkung der Rolle der Europäischen Arzneimittel-Agentur bei der Krisenvorsorge und beim Krisenmanagement in Bezug auf Arzneimittel und Medizinprodukte. Sie engagierte sich als Unterzeichnerin eines offenen Briefes auch für Fortschritte im Bereich psychische Gesundheit.
Tilly Metz war stellvertretendes Mitglied der Sonderkommission zur Krebsbekämpfung in Europa (BECA), die als Reaktion auf die wachsende Krebsprävalenz in Europa gegründet wurde. Schätzungen zufolge wird es im Jahr 2040 in der EU rund 3,2 Millionen Krebsneuerkrankungen und etwa 1,6 Millionen Krebstodesfälle geben.
Mit der Einsetzung eines Sonderausschusses zu den „Erkenntnissen aus der COVID-19-Pandemie und Empfehlungen für die Zukunft“ wurde Tilly Metz von der Fraktion der Grünen/EFA zur Berichterstatterin für die künftige Arbeit dieses Ausschusses für Gesundheit gewählt.
Im Jahr 2023 unterzeichnete sie ein Schreiben an die Europäische Arzneimittel-Agentur, in dem sie ihre Besorgnis über den Mangel an regulatorischen Fortschritten bei der psychedelisch unterstützten Therapie zum Ausdruck brachte. Noch im selben Jahr übernahm sie eine Rolle als Vizepräsidentin des Unterausschusses für öffentliche Gesundheit (SANT).

### Menschenrechte
Tilly Metz engagiert sich für die Menschenrechte, insbesondere durch ihren Vorsitz in der Delegation für die Beziehungen zu den Ländern Zentralamerikas (DCAM) im Europäischen Parlament. Die Delegation organisiert Arbeiten und informiert sich über die politische, wirtschaftliche, soziale, rechtliche und menschenrechtliche Situation in den neun Partnerländern Belize, Costa Rica, Kuba, der Dominikanischen Republik, El Salvador, Guatemala, Honduras, Nicaragua und Panama. Ihre Prioritäten sind der Schutz der Menschenrechte, die Rechte von Frauen und der LGBTQ+ Gemeinschaft sowie der Schutz der indigenen Bevölkerung und der Umweltschützer in dieser Region.
Tilly Metz war während eines Besuchs in Guatemala im Jahr 2018 besonders betroffen vom Fall von Aura Lolita Chavez. Diese Aktivistin für Minderheitenrechte und Umweltschutz war 2017 Finalistin für den Sacharow-Preis.

### Tierschutz
Tilly Metz hat sich in den ersten Jahren ihrer Amtszeit besonders für den Tierschutz eingesetzt. Sie wurde zur Leiterin der Untersuchungskommission zum Schutz von Tieren beim Transport ernannt, deren Abschlussbericht im Dezember 2021 angenommen wurde. Sie betonte, dass es wichtig ist, während des gesamten Transports ein einheitliches Schutzniveau für die Tiere zu gewährleisten, ebenso wie es wichtig ist, dass Transporteure und Fahrer bei grenzüberschreitenden Transporten einheitliche Regeln einhalten müssen. Sie prangerte die übermäßig lange Dauer von Tiertransporten an, insbesondere bei Transporten die über die Grenzen der Europäischen Union hinausgehen. Sie prangert auch die fehlende Harmonisierung der Vorschriften, Kontrollen und Sanktionssysteme innerhalb der Europäischen Union an. Der Bericht empfiehlt die Aufstellung von Kriterien für Transportfahrzeuge.
Ihrer Meinung nach haben Bürgerinitiativen wie „End the Cage Age“, die 1.397.113 Unterschriften erhalten haben, einen echten Einfluss auf die Arbeit der Europäischen Kommission, die für die Länder der Europäischen Union geltende Rechtsvorschriften initiiert. Tilly Metz ist der Ansicht, dass „für viele Bürger die Hauptmotivation für die Forderung nach strengeren Vorschriften und mehr Sanktionen ein ethisches Anliegen ist, der Wunsch, dass Tierleid vermieden oder zumindest verringert wird. Für sie wäre also jede Verbesserung ein Gewinn an sich, zusätzlich zur Verringerung der Risiken für die öffentliche Gesundheit und der Umweltprobleme“.
Tilly Metz spricht sich ebenfalls gegen Tierversuche aus, da sie der Meinung ist, dass es oft effizientere und ethischere Alternativen gibt. Sie hält es für einen Sieg, dass das Europäische Parlament für einen Aktionsplan zur schrittweisen Abschaffung der Verwendung von Tieren in wissenschaftlichen Versuchen und Tests gestimmt hat. Der angenommene Text ist jedoch nicht bindend für die Mitgliedsstaaten.

### Nuklearwaffen
Im Februar 2019 demonstrierte Tilly Metz zusammen mit zwei weiteren Abgeordneten der Grünen-Fraktion (Molly Scott Cato und Michèle Rivasi) sowie weiteren belgischen Aktivisten der Organisation Agir pour la Paix auf dem Militärstützpunkt Kleine-Brogel (Belgien), indem sie die Startbahn für F16-Flugzeuge blockierten. Die drei Frauen wollten auf die US-Atomwaffen aufmerksam machen, die seit 1984 auf dem Stützpunkt gelagert werden, und ihren Abzug fordern. Sie beklagen weiterhin die Anwesenheit von US-Atomwaffen auf europäischem Gebiet, insbesondere in den Niederlanden und Italien. Dies stellt ein erhebliches Sicherheitsrisiko für die Bevölkerung dar, da die Lagerstätten für gezielte Angriffe anfällig sind.